# Hammarby Sjöstad

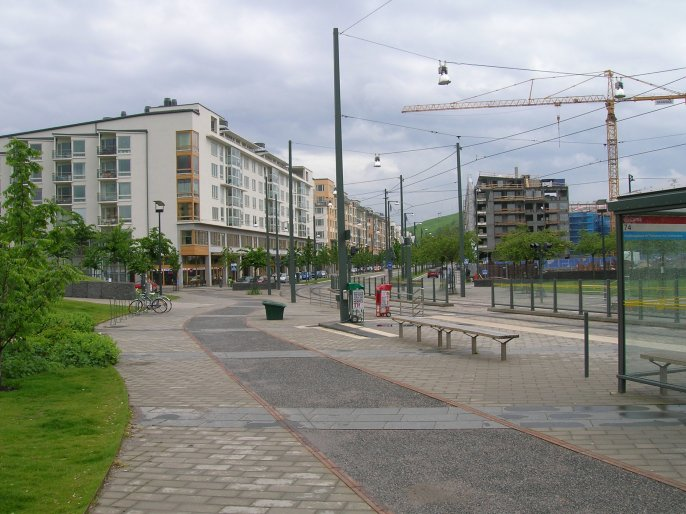
Vue du quartier.

Hammarby Sjöstad (« la ville du lac Hammarby ») est un écoquartier situé dans les quartiers de Södermalm et de Södra Hammarbyhamnen dans la périphérie sud-est de Stockholm, capitale de la Suède. Le quartier a une superficie d'environ 200 hectares de terrain et sa proximité directe avec le centre-ville de Stockholm et de la réserve naturelle de Nacka en font un espace de grande influence dans la capitale. Il est considéré comme une référence mondiale dans le domaine des solutions écologiques appliquées à la cité.

## Historique du site: un projet de réurbanisation

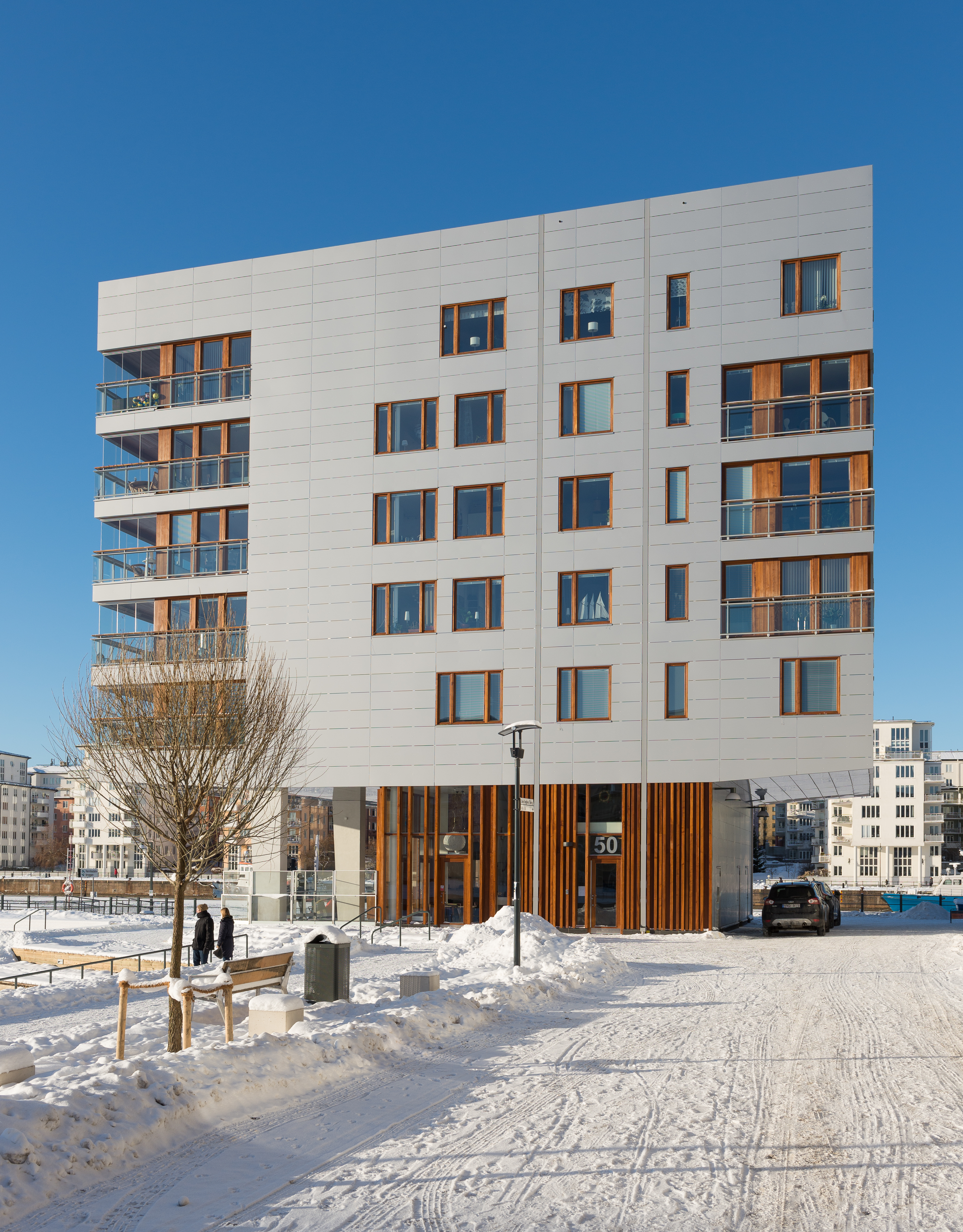
Immeuble d'habitation à Hammarby Sjöstad.

Situé au sud-est du centre-ville, le quartier de Hammarby Sjöstad est une ancienne zone industrielle et portuaire sur les rives du lac Hammarby (sv), juste séparé par une écluse de la mer Baltique. Les autorités ont lancé un plan de reconversion dans le cadre de la candidature pour l’organisation des Jeux Olympiques d'été de 2004. Il s’agissait d’aménager un village olympique à la pointe de l’innovation environnementale. Dans un esprit tout scandinave[Quoi ?], les autorités rationalisèrent sur le long terme ce qui n’était encore qu’une « potentielle exigence temporaire » d’accueillir les Jeux. Et si ces mêmes Jeux n’eurent finalement pas lieu à Stockholm, le projet écologique quant à lui aboutit.
Jusqu'aux années 1990, le paysage du quartier était fait de baraquements et d'infrastructures industrielles.
Les premières phases de réurbanisation ont commencé au milieu des années 1990 au nord du quartier. On y prévoyait 8 000 appartements construits pour un total de 15 000 potentiels habitants. L'aménagement est fini depuis 2010 et compte finalement une capacité d'accueillir 30 000 habitants.
Désormais, l’ensemble des bâtiments répondent aux normes HQE et ont été construits par plus d’une vingtaine d’entrepreneurs différents pour éviter une trop grande homogénéité de style. Tous les matériaux, les consommables, ainsi que le système d’assainissement répondent aux normes environnementales les plus strictes.

## Le modèle des « Éco-Cycles »
Un modèle écologique cohérent a aussi permis de relier les sources d’énergie aux besoins de proximité de manière optimale, ce, pour une économie d’énergie, pour une récupération, et une valorisation en fin de cycle : la zone urbaine, telle une entité organique, est ainsi totalement intégrée à son environnement. Le modèle « Éco-cycles » vise à doubler les performances énergétiques par rapport à Stockholm. Pour cela le projet essaie de lier l'offre d'électricité, le chauffage, la climatisation et l'eau à la gestion des déchets et des eaux usées. 

## Collecte souterraine des déchets
En 1999 la particularité de Hammarby Sjöstad pour la collecte des déchets sur la voie publique tient au fait que tous les points de récupération sont connectés à un réseau souterrain. Il n’y a ainsi pas de personnels ni de véhicules affectés à la collecte. Les poubelles à triple compartiment se connectent à un système de canalisation sous vide, où les déchets sont aspirés par de puissants courants d'air.
Un opérateur est informé en temps réel par des capteurs du niveau de remplissage des trois compartiments respectifs sur l'ensemble du réseau. Il peut donc procéder à un enlèvement sélectif. À côté de chaque point de collecte, une prise d’air est ouverte, et seul un des compartiments est ouvert pour éviter que les différents types de déchets ne se mélangent. Les canalisations sous vide se pressurisent de nouveau entraînant les déchets par des flux éoliens jusqu’à 70 km/h. Ceux-ci convergent au point d’enlèvement, vers des conteneurs centralisés.